# Mikhaïl Romm
Mikhaïl Ilitch Romm (en russe : Михаил Ильич Ромм) est un réalisateur soviétique né le 24 janvier 1901 à Irkoutsk (Empire russe) et mort le 1er novembre 1971 à Moscou.

## Biographie
Mikhaïl Romm est diplômé de la faculté de sculpture de l’Institut supérieur d’art et de technique en 1925. Il travaille d’abord comme sculpteur, acteur et traduit des classiques français. À partir de 1931, il travaille au Sovkino (aujourd’hui Mosfilm) et réalise en 1934 son premier long métrage Boule de Suif (Pychka), adapté de la nouvelle de Guy de Maupassant, romancier qu’il connaissait bien. Dernier film muet soviétique, Boule de suif obtient un succès appréciable.
Romm tourne ensuite Les Treize, un drame d'aventure inspiré par La Patrouille perdue de John Ford et dont le tournage, en plein désert, est assez éprouvant. Ce sont ses deux films sur Lénine, Lénine en octobre et Lénine en 1918, qui valent à Romm la consécration officielle. De 1940 à 1943, il est directeur artistique pour Mosfilm. À partir de 1938, il enseigne au VGIK et y devient en 1948 chef de département, puis professeur en 1958. Il rejoint les rangs du parti communiste en 1939.
Les films que Romm signe entre 1945 et 1960 sont perçus comme des œuvres dont la qualité se ressent du carcan idéologique stalinien. Après la mort de Staline et la dénonciation du culte de la personnalité, le réalisateur est contraint d'effectuer les coupures et retouches de ses deux épopées révolutionnaires, Lénine en octobre et Lénine en 1918 de façon que la figure de Staline ne se retrouve plus mise en avant.
Romm se retrouve en 1961 alors qu'il présente Neuf jours d'une année, un drame qui s'inscrit dans le cadre du renouveau du cinéma soviétique. Son dernier film, Fascisme ordinaire, est un film de montage décrivant l'impact de la doctrine nazie sur le quotidien des gens et s'interroge également sur les origines du fascisme. Romm s'y illustre aussi comme narrateur, mêlant ironie, sarcasme et pathos, ce qui contribue à rendre ce film si fascinant,.
Mikhaïl Romm meurt à Moscou le 1er novembre 1970, à l'âge de 70 ans. Il est inhumé au cimetière de Novodevitchi. Il a influencé de nombreux metteurs en scène comme Andreï Tarkovski, Grigori Tchoukhraï, Vassili Choukchine, Nikita Mikhalkov, Gueorgui Danielia, Alexandre Mitta, Igor Talankine, Rezo Tchkhéidzé, Gleb Panfilov, Vladimir Bassov, Tenguiz Abouladzé, Elem Klimov et bien d'autres.
Il fut marié avec l'actrice Elena Kouzmina, qu'il rencontra sur le tournage de son film Les Treize. Il jouissait d'une datcha à Sovietski Pissatel.

## Filmographie
- 1934 : Boule de Suif (Пышка, Pyshka)
- 1936 : Les Treize (Тринадцать, Trinadtsat)
- 1937 : Lénine en octobre (Ленин в Октябре, Lenin v oktyabre)
- 1939 : Lénine en 1918 (Ленин в 1918 году, Lenin v 1918 godu) - Prix Staline pour la dilogie
- 1943 : Le Rêve (Мечта, Mechta)
- 1945 : Matricule 217 (Человек № 217, Chelovek No. 217) - Prix Staline
- 1948 : La Question russe (Русский вопрос, Russkiy vopros) - Prix Staline
- 1949 : Vladimir Ilitch Lénine (Владимир Ильич Ленин) - Prix Staline
- 1950 : Mission secrète (Секретная миссия, Sekretnaya missiya) - Prix Staline
- 1953 : Les navires attaquent les bastions (Корабли штурмуют бастионы, Korabli chtourmouiout bastiony)
- 1953 : L'Amiral Tempête (Адмирал Ушаков, Admiral Ushakov)
- 1956 : Meurtre dans la rue Dante (Убийство на улице Данте, Oubiïstvo na oulitse Dante)
- 1957 : Une leçon d'histoire (Урок истории, Ourok istorii), co-réalisé avec Leo Arnchtam et Hristo Piskov
- 1958 : Jivoï Lenin (Живой Ленин) (court métrage documentaire)
- 1962 : Neuf Jours d'une année (Девять дней одного года, Deviat dney odnogo goda)
- 1965 : Fascisme ordinaire (Обыкновенный фашизм, Obyknovennyy fashizm)
- 1974 : Et pourtant je crois (И всё-таки я верю…, I vsyo-taki ya veryou...), coréalisé avec Elem Klimov

## Distinctions
- Crystal Globe (1962, Neuf jours d'une année)
- Spécial prix du jury au Leipzig DOK Festival (1965)